# Abhayagiri

Abhayagiriya amb l'estàtua de Samadhi, Kuttam Pokuna (basses bessones) i lluna de pedra.

Abhayagiri (Abhayagiri Vihāra) fou un monestir important del budisme de Mahayana, Theravada i Vajrayana que estava situat a Anuradhapura, Sri Lanka. És una de les ruïnes més extenses en el món i una ciutat sagrada de pelegrinatge budista del país. Històricament fou un gran centre monàstic així com capital reial, amb els magnífics monestirs a l'entorn, amb sostre de bronze daurat o rajoles de fang cuit esmaltat en colors brillants. El nord de la ciutat, cenyit per parets grans i contenint elaborades basses, treballades balustrades i llunes de pedra, "Abhayagiri", fou una de les disset unitats religioses a Anuradhapura i el més gran del seu cinc importants vihares (temples). Un dels punts focals del complex és una antiga stupa, la Abhayagiri Dagaba. Envoltant la part superior de dagaba, Abhayagiri Vihara fou la seu del Monestir del Nord, o Uttara Vihara i l'original custodi de la Dent de Buda a l'illa.
El terme "Abhayagiri Vihara" significa no només un complex de edificis monàstic, però també una fraternitat de monjos budistes, o sangha, el qual manté els seus rècords històrics propis, tradicions i manera de vida. Fundat en el segle ii aC, va créixer fins a ser una institució internacional al segle i, atraient erudits de tot el món i comprenen totes les tendències de filosofia budista. La seva influència pot ser traçada a altres parts del món, a través de les branques que van establir en altres llocs. Així, el Abhayagiri Vihara es va desenvolupat com a gran institució amb relació a les sectes budistes monàstiques de Mahavihara i Jetavana en l'antiga capital de Sri Lanka, Anuradhapura.
La dagoba fou establerta pel rei Walagambahu I a l'inici del seu segon regnat vers el 89 aC. Té més de 12 metres d'altura; la seva cúpula és hemisimètrica amb un radi de 54 metres i una circumferència de 345 metres. El seu punt més alt està a superior altura que la catedral de Saint Paul. El diàmetre a la base és de 100 metres. Tenia una zona de plantació de més de tres hectàrees i la zona rodejada per les parets era de 4,5 hectàrees.